# Nationaal park Gunung Palung
Nationaal park Gunung Palung is een nationaal park in Indonesië. Het ligt in de provincie West-Kalimantan op het eiland Borneo.